# Carlo Alberto III di Hohenlohe-Waldenburg-Schillingsfürst
Carlo Alberto III di Hohenlohe-Waldenburg-Schillingsfürst (Vienna, 28 febbraio 1776 – Bad Mergentheim, 15 giugno 1843) fu principe sovrano di Hohenlohe-Waldenburg-Schillingsfürst dal 1796 alla 1806, anno in cui il Principato fu mediatizzato nel Regno di Württemberg. Alla Casata di Hohenlohe rimase il titolo puramente onorifico di Principe titolare di Hohenlohe-Waldenburg-Schillingsfürst, di cui Carlo Alberto si fregiò fino alla sua morte.

## Biografia
Era figlio di Carlo Alberto II (1742-1796), principe di Hohenlohe-Waldenburg-Schillingsfürst, e della sua seconda moglie, la baronessa Giuditta Reviczky von Revisnye (1753-1836).
L'11 luglio 1797 sposò a Monaco di Baviera la principessa Augusta di Isenburg e Büdingen in Birstein (1779-1803), da cui ebbe tre figli, di cui solo una diventò adulta:
- principe(ssa) nato/a e morto/a il 2 dicembre 1798
- principessa Carolina (1800-1857)
- principe(ssa) nato/a e morto/a il 26 febbraio 1802

Rimasto vedovo, a Heiligenberg il 30 maggio 1813 sposò in seconde nozze la principessa Leopoldina di Fürstenberg (1791-1844), figlia di Carlo Aloisio, principe di Fürstenberg; dalla loro unione nacquero:
- Federico Carlo I, principe di Hohenlohe-Waldenburg-Schillingsfürst (1814-1884);
- principessa Caterina (1817-1893), sposò in prime nozze Franz Erwin, Conte von Ingelheim e poi Carlo, Principe di Hohenzollern-Sigmaringen come sua seconda moglie
- principe Carlo (1818-1875);
- principe Egon (1819-1849);

È sepolto a Waldenburg.

## Ascendenza
|                                                                        |                             |                                                             | Genitori                                                   |  |  | Nonni |  |  | Bisnonni                                                          |  |  | Trisnonni                                                        |  |
|                                                                        |                             |                                                             |                                                            |  |  |       |  |  | Philipp Ernst, I principe di Hohenlohe-Waldenburg-Schillingsfürst |  |  | Ludwig Gustav, III conte di Hohenlohe-Waldenburg-Schillingsfürst |  |
|                                                                        |                             |                                                             |                                                            |  |  |       |  |  | Philipp Ernst, I principe di Hohenlohe-Waldenburg-Schillingsfürst |  |  | Ludwig Gustav, III conte di Hohenlohe-Waldenburg-Schillingsfürst |  |
|                                                                        |                             | Maria Eleonore von Hatzfeld                                 |                                                            |  |  |       |  |  | Philipp Ernst, I principe di Hohenlohe-Waldenburg-Schillingsfürst |  |  |                                                                  |  |
| Karl Albrecht I, II principe di Hohenlohe-Waldenburg-Schillingsfürst   |                             |                                                             |                                                            |  |  |       |  |  | Philipp Ernst, I principe di Hohenlohe-Waldenburg-Schillingsfürst |  |  |                                                                  |  |
|                                                                        |                             | Maria Anna von Oettingen-Wallerstein                        | Philipp Karl von Oettingen-Wallerstein                     |  |  |       |  |  |                                                                   |  |  |                                                                  |  |
|                                                                        |                             | Maria Anna von Oettingen-Wallerstein                        | Philipp Karl von Oettingen-Wallerstein                     |  |  |       |  |  |                                                                   |  |  |                                                                  |  |
|                                                                        |                             | Maria Anna von Oettingen-Wallerstein                        | Eberhardine Sophie Juliane von Oettingen-Oettingen         |  |  |       |  |  |                                                                   |  |  |                                                                  |  |
| Karl Albrecht II, III principe di Hohenlohe-Waldenburg-Schillingsfürst |                             | Maria Anna von Oettingen-Wallerstein                        |                                                            |  |  |       |  |  |                                                                   |  |  |                                                                  |  |
|                                                                        |                             | Dominik Marquard, principe di Löwenstein-Wertheim-Rochefort | Maximilian Karl, principe di Löwenstein-Wertheim-Rochefort |  |  |       |  |  |                                                                   |  |  |                                                                  |  |
|                                                                        |                             | Dominik Marquard, principe di Löwenstein-Wertheim-Rochefort | Maximilian Karl, principe di Löwenstein-Wertheim-Rochefort |  |  |       |  |  |                                                                   |  |  |                                                                  |  |
|                                                                        |                             | Dominik Marquard, principe di Löwenstein-Wertheim-Rochefort | Polyxena Maria Khuen von Lichtenberg und Belasi            |  |  |       |  |  |                                                                   |  |  |                                                                  |  |
| Sophie Wilhelmine Marie zu Löwenstein-Wertheim-Rochefort               |                             | Dominik Marquard, principe di Löwenstein-Wertheim-Rochefort |                                                            |  |  |       |  |  |                                                                   |  |  |                                                                  |  |
|                                                                        |                             | Christina Francisca von Hessen-Wanfried                     | Karl, langravio d'Assia-Wanfried                           |  |  |       |  |  |                                                                   |  |  |                                                                  |  |
|                                                                        |                             | Christina Francisca von Hessen-Wanfried                     | Karl, langravio d'Assia-Wanfried                           |  |  |       |  |  |                                                                   |  |  |                                                                  |  |
|                                                                        |                             | Christina Francisca von Hessen-Wanfried                     | Alexandrine Juliane von Leiningen-Dagsburg                 |  |  |       |  |  |                                                                   |  |  |                                                                  |  |
| Karl Albrecht III, IV principe di Hohenlohe-Waldenburg-Schillingsfürst |                             | Christina Francisca von Hessen-Wanfried                     |                                                            |  |  |       |  |  |                                                                   |  |  |                                                                  |  |
|                                                                        | András Reviczky de Revisnye | Mátyás Reviczky de Revisnye                                 |                                                            |  |  |       |  |  |                                                                   |  |  |                                                                  |  |
|                                                                        | András Reviczky de Revisnye | Mátyás Reviczky de Revisnye                                 |                                                            |  |  |       |  |  |                                                                   |  |  |                                                                  |  |
|                                                                        | András Reviczky de Revisnye | Ilona Okolicsányi                                           |                                                            |  |  |       |  |  |                                                                   |  |  |                                                                  |  |
| Johann Kazimir Reviczky de Revisnye                                    | András Reviczky de Revisnye |                                                             |                                                            |  |  |       |  |  |                                                                   |  |  |                                                                  |  |
|                                                                        |                             | Julianna Nedeczky de Nedecze                                | János Nedeczky de Nedecze                                  |  |  |       |  |  |                                                                   |  |  |                                                                  |  |
|                                                                        |                             | Julianna Nedeczky de Nedecze                                | János Nedeczky de Nedecze                                  |  |  |       |  |  |                                                                   |  |  |                                                                  |  |
|                                                                        |                             | Julianna Nedeczky de Nedecze                                | Zsuzsanna Ordódy de Ordód et Alsólieszkó                   |  |  |       |  |  |                                                                   |  |  |                                                                  |  |
| Judith Reviczky de Revisnye                                            |                             | Julianna Nedeczky de Nedecze                                |                                                            |  |  |       |  |  |                                                                   |  |  |                                                                  |  |
|                                                                        |                             | Adám Perényi de Perény                                      | Ádám Perényi de Perény                                     |  |  |       |  |  |                                                                   |  |  |                                                                  |  |
|                                                                        |                             | Adám Perényi de Perény                                      | Ádám Perényi de Perény                                     |  |  |       |  |  |                                                                   |  |  |                                                                  |  |
|                                                                        |                             | Adám Perényi de Perény                                      | Éva Pethő de Gerse                                         |  |  |       |  |  |                                                                   |  |  |                                                                  |  |
| Rosalie Perényi de Perény                                              |                             | Adám Perényi de Perény                                      |                                                            |  |  |       |  |  |                                                                   |  |  |                                                                  |  |
|                                                                        |                             | Erzsébet Fráter                                             | György IV Fráter                                           |  |  |       |  |  |                                                                   |  |  |                                                                  |  |
|                                                                        |                             | Erzsébet Fráter                                             | György IV Fráter                                           |  |  |       |  |  |                                                                   |  |  |                                                                  |  |
|                                                                        |                             | Erzsébet Fráter                                             | Zsófia Balló de Diod                                       |  |  |       |  |  |                                                                   |  |  |                                                                  |  |
|                                                                        |                             | Erzsébet Fráter                                             |                                                            |  |  |       |  |  |                                                                   |  |  |                                                                  |  |